# Opočno (zámek)
Opočenský zámek (celým názvem Státní zámek Opočno) je renesanční stavba nacházející se v katastru obce Opočno v podhůří Orlických hor v okrese Rychnov nad Kněžnou, asi 30 km od Hradce Králové. Je ve vlastnictví státu (správu zajišťuje Národní památkový ústav) a je přístupný veřejnosti.
Zámek vznikl přestavbou původně gotického hradu v 16. století. Mezi nejvýznamnější majitele patřily rody Trčků z Lípy a Colloredo-Mansfeldové. Po nacistické okupaci byl zámek konfiskován a po roce 1945 přešel do vlastnictví státu. Od roku 1993 je zámek předmětem restitučních nároků potomků rodu Colloredo-Mansfeld. Samotný zámek obsahuje řadu unikátních sbírek zbraní a obrazů a mimo jiné i obraz, o kterém se předpokládalo, že by jeho autorem mohl být Hieronymus Bosch. Od roku 1995 je zámek Opočno zařazen na seznam národních kulturních památek České republiky.

## Historie

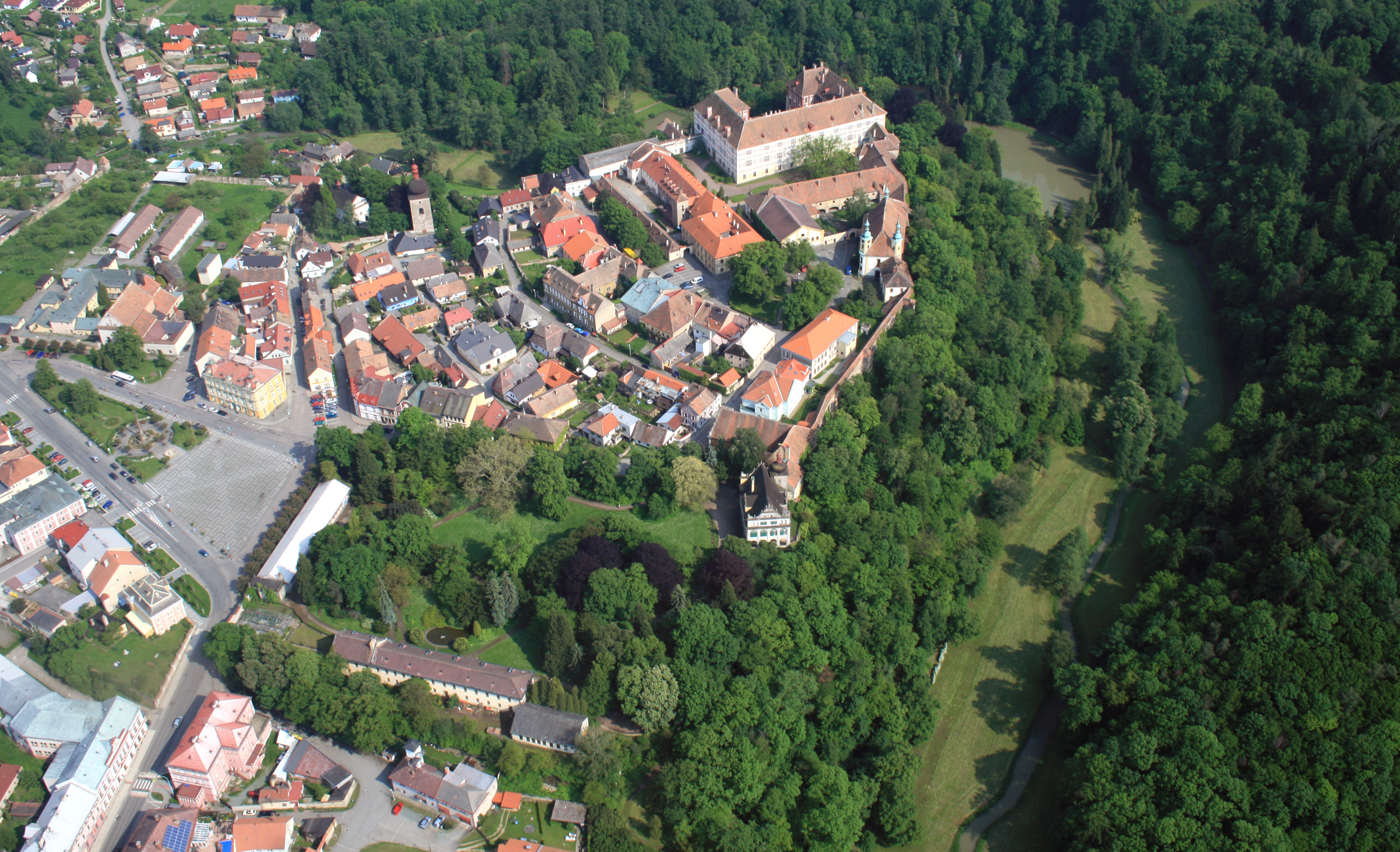
Letecký pohled na zámek a park

Díky archeologickému výzkumu z roku 2010 bylo nejstarší osídlení lokality datováno do sklonku doby kamenné a doby bronzové (kultury popelnicových polí).[zdroj⁠?!]
V raném středověku na ostrožně vzniklo hradiště Opočen, jehož stavby nejspíše zcela zanikly při výstavbě vrcholně středověkého hradu. Existence hradiště je zmíněna v Kosmově kronice k roku 1068, kdy po volbě biskupa Jaromíra na sněmu u Dobenína, odkud nespokojení účastníci odešli k Opočnu. Dalším dokladem potvrzujícím existenci Opočna je vyšehradská listina vydaná knížetem Soběslavem I. v roce 1130, v níž kníže daroval plat z Opočna Vyšehradské kapitule.

### Hrad
Prvním známým majitelem Opočna byl Čeněk z Potštejna v roce 1341, prvním doloženým majitelem byl v roce 1359 Mutina († 1361) z rodu pánů z Dobrušky a později z Opočna, což byla jedna z rodových větví Drslaviců. Ten získal majetek od Karla IV. pravděpodobně jako zástavu a později i jako dědičnou držbu. Poté Mutina zahájil stavební úpravy. Po jeho smrti v roce 1361 se majitelem hradu a panství stal jeho syn Sezema z Dobrušky († 1373). Po smrti Sezemy se majiteli Opočna stali jeho dva synové Štěpán a Jan z Dobrušky. Ti panství rozdělili v roce 1376 a Opočno získal Štěpán († 1397), který ho v roce 1390 prodal Půtovi I. z Častolovic. V letech 1390 až 1397 byl majitelem Půta I. z Častolovic († 1397) a poté jeho syn Půta mladší († 1403). Koupí získal Opočno v roce 1406 nejvyšší purkrabí Jan Krušina IV. z Lichtenburka († 1408) a později z Opočna. V letech 1407 (či 1408) až 1413 Opočno drželi jeho tři synové Hynek, Alexandr a Jan.
V období husitských bouří se jako držitel Opočna nejčastěji uvádí potomek Štěpána z Dobrušky a Opočna Jan Městecký z Dobrušky a Opočna († 1431), který jej získal v letech 1416 až 1419, podle jiných tvrzení průkazný doklad o vlastnictví Opočna Janem Městeckým chybí. Ten byl nejprve husitou, později ale přešel na opačnou stranu. V roce 1421 se neúspěšně o dobytí pokoušel Jan Žižka, o rok později, 10. srpna 1422 bylo Opočno opět obleženo husity, tentokrát pod vedením Zikmunda Korybutoviče. 21. srpna husitské vojsko odtáhlo, aniž se mu podařilo hrad obsadit. 12. srpna 1425 byl hrad Opočno dobyt a pobořen sirotky jako odveta za vyslání nájemného vraha proti Janu Žižkovi. V roce 1431 Jan Městecký zemřel a s ním vymřel i rod pánů z Dobrušky a Opočna. Další vlastnictví Opočna je až do roku 1455 nejasné: držitelem mohl být Jiří z Dubé a Vízmburku († 1450), který hrad držel do roku 1441, poté Petr Svojše ze Zahrádky, který získal pravděpodobně roku 1450 násilnou cestou a byla proti němu vedena trestná výprava  a Mikuláš Suchan z Libáně († 1451). Poté v roce 1451 přešlo Opočno do vlastnictví Ladislava Pohrobka jako odúmrť a od 29. července 1453 Jiřího z Poděbrad a Kunštátu, podle další verze získal Opočno Jiří z Poděbrad po trestné výpravě v roce 1451, při které byl z opočenského panství vypuzen loupeživý rytíř Petr Svojše ze Zahrádky a roku 1455 bylo Jiřího držení hradu Janem Pohrobkem pouze legalizováno. Ještě v roce 1455 se pánem na Opočně stal Jiřího stoupenec Václav z Valečova a Kněžmostu († 22. února 1472) a poté jeho syn Viktorín († 1481). Ten však zemřel bez mužských potomků. Dědicem se stal jeho strýc Samuel z Hrádku a Valečova († 1488) a od roku 1487 koupí Jan z Janovic a Prešpurka. V letech 1493 až 1495 získal hrad Opočno a následně za 20 000 uherských zlatých celé opočenské panství včetně Dobrušky rod Trčků z Lípy.

### Trčkové z Lípy

Vilém Trčka z Lípy (kopie náhrobního kamene)

Mikuláš mladší Trčka z Lípy sídlil na Opočně až do roku 1516, kdy zemřel bez potomků. Panství významně rozšířil dalším dokupem. Po jeho smrti panství zdědila jeho teta Johanka Kroměšínová z Březovic, která majetek postoupila svým synům Janovi, Vilémovi, Zdeňkovi, Jindřichovi a Mikulášovi, sama však zemřela ještě téhož roku. V letech 1516 až 1521 drželi majetek všichni bratři dohromady, v letech 1521 a 1527, po smrti bratrů potom již pouze Zdeněk a Mikuláš. V roce 1527 se správy ujal nejstarší Zdeněk, který panství dále rozšířil a zahájil první přestavby hradu. V roce 1533, po rodovém přerozdělení majetku získal opočenskou část trčkovských majetků jeho syn Jan mladší Trčka na Lichnici a Opočně. Ten však neměl mužské potomky a v roce 1549 (či 1550) panství předal Vilémovi Trčkovi z Lípy. Ten pokračoval v letech 1560–1567 v nákladné přestavbě hradu na renesanční zámek v italském stylu. Po jeho smrti v roce 1569 došlo kvůli Opočnu ke sporům mezi rody Trčků a Žerotínů (Vilém odkázal Opočno sestře Veronice, vdově po Karlovi ze Žerotína). Spor se podařilo urovnat až sňatkem mezi oběma rody kolem roku 1581. Tímto sňatkem se pánem na Opočně stal Jaroslav Trčka, za ženu si vzal Johanku ze Žerotína. Panství předa svým třem synům z druhého manželství s Johankou (nejstaršího Jindřicha z prvního manželství s Žofií Markétou Meziříčskou z dědictví vyloučil) Vilémovi, Kryštofu Jaroslavovi a Janu Karlovi. Jan Karel zemřel ještě téhož roku 1588, Vilém zemřel v roce 1596 a Kryštof Jaroslav držel Opočno, již sám, do roku 1601, kdy také zemřel. Protože nezplodil mužského potomka, dědicem určil bratrance Jana Rudolfa Trčku z Lípy.
V období stavovského povstání Jan Rudolf sice podporoval vzbouřence, ale po jejich porážce se mu podařilo pomocí prosebných dopisů a úplatků předávaných jeho ženou Marií Magdalenou Trčkovou z Lípy z rodu Lobkoviců zachránit si život a majetek. Svou vinu odpykal domácím vězením a díky půjčkám císaři se směl dokonce podílet na pobělohorských konfiskacích. Přesto Marie Magdalena udržovala s protihabsburskými vzbouřenci kontakt a v naději na mocenský vzestup spojila osud syna Adama Erdmana s Albrechtem z Valdštejna. Albrecht byl ovšem při spiknutí v Chebu zavražděn a s ním tam zahynul i Adam Erdman. Jan Rudolf se snažil svůj majetek včetně Opočna přepsat na své dcery a vnučku, přesto byly jeho statky konfiskovány.

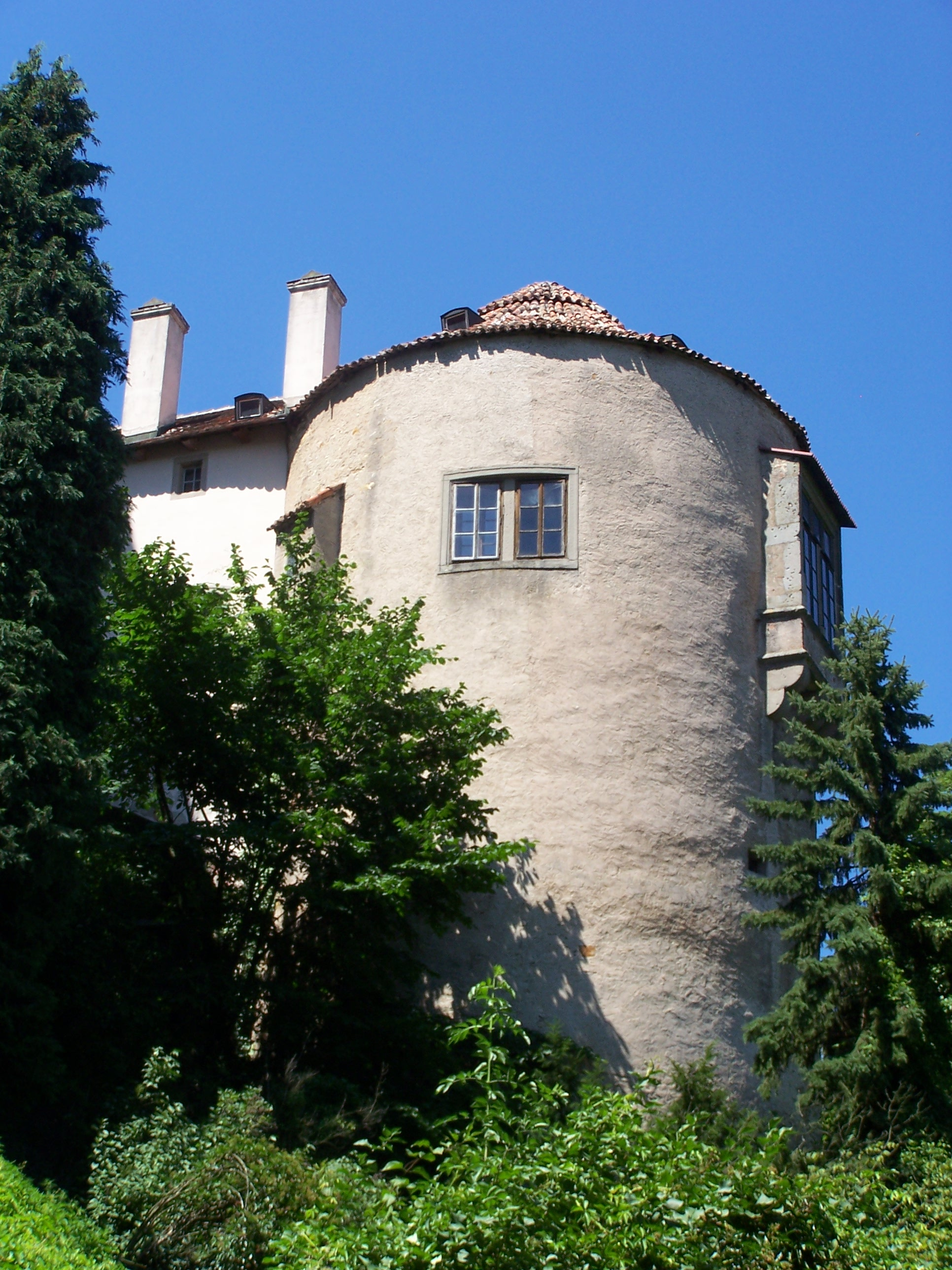
Studniční věž, pozůstatek gotického hradu. Sloužila pro zásobování vodou, později jako vězení pro dlužníky, omylem bývá považována za hladomornu

### Colloredo-Mansfeldové
V letech 1634 až 1635 bylo Opočno v držení císaře Ferdinanda. Rod Colloredů (Rudolf a Vilém Colloredo-Walsee) získal Opočno jako zástavu za pomoc při potlačování stavovského povstání od císaře 28. prosince 1635 a do dědičného držení 30. srpna 1636 za 51 456 rýnských zlatých. Rudolf z Colloreda, který se od roku 1638 stal jediným majitelem, zůstal svobodný a bezdětný. Opočenský zámek se stal součástí tzv. nedělitelného majetku. Po Rudolfově smrti v roce 1657 Opočno převzal Vilémův syn Ludvík, zanechal však po sobě pouze dceru. Ta zděděný majetek převedla na Kamila Colloreda z další větve rodu. Ten majetek postoupil svému bratru Karlu Ludvíkovi, který je předal Jeronýmovi IV. z další colloredovské linie. Jeroným nechal na zámku provést řadu barokních úprav po požáru z konce 90. let 17. století. Po jeho smrti v roce 1726 zdědil Opočno jeho nejstarší syn Rudolf Josef I. Během jeho panování na Opočně zámek navštívil i císař František Štěpán Lotrinský.

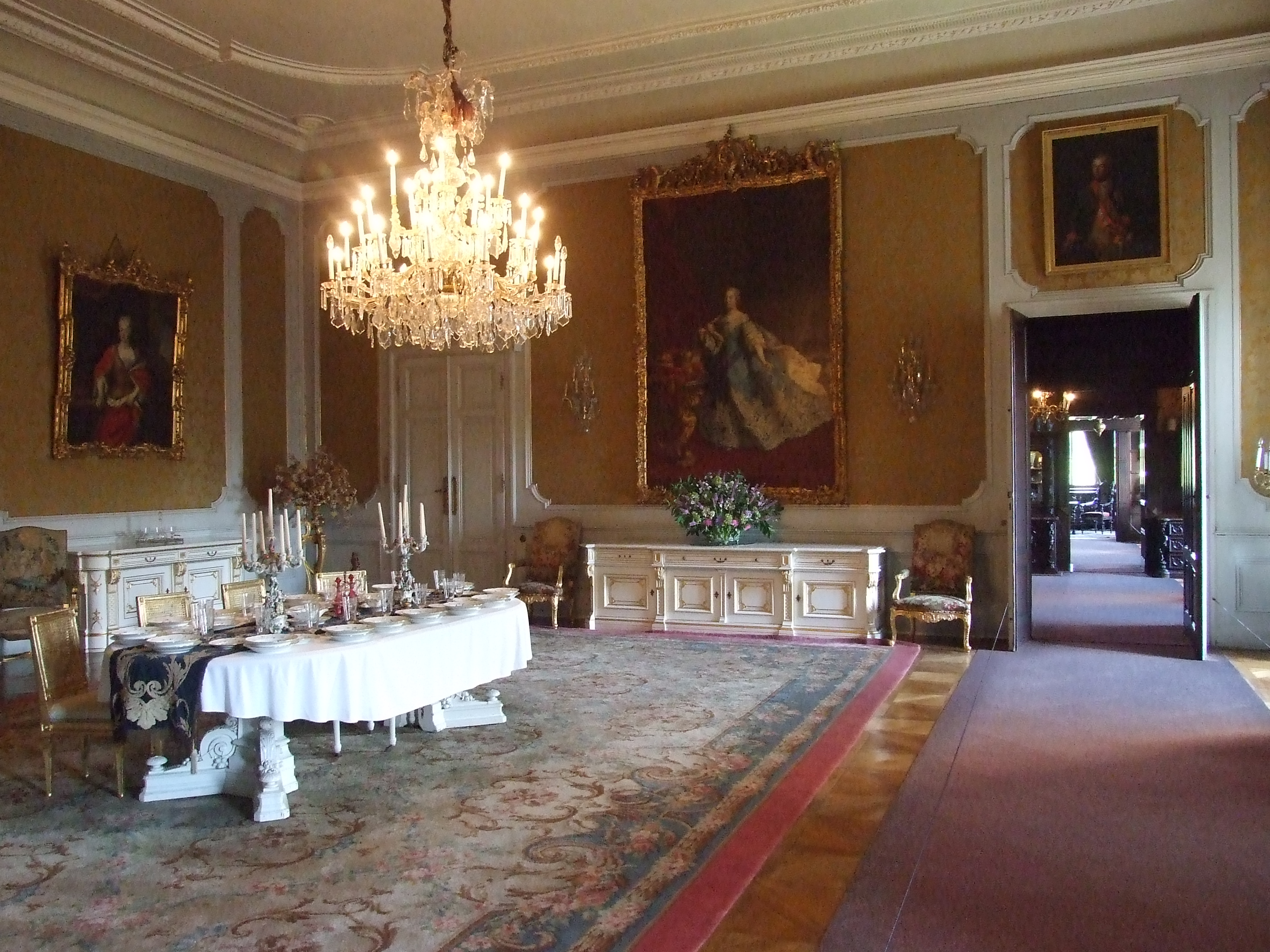
Zámecký interiér

V roce 1788 Rudolf Josef zemřel a zámku i panství se ujal jeho nejstarší syn František de Paula Colloredo z Waldsee. Ten se oženil s Marií Isabellou z Mansfeldu a oba rody se tím spojily a používaly jméno Colloredo-Mannsfeld. Po Františkově smrti v roce 1807 se Opočna ujal jeho syn Rudolf Josef z Colloredo-Mannsfeldu, který pokračoval v úpravách zámku a zejména zámeckého parku. Význam opočenského zámku vzrostl začátkem 19. století; 16. až 23. června 1813 se zde uskutečnilo jednání protinapoleonské koalice, pobýval zde ruský car Alexandr, pruský král Bedřich Vilém III. a rakouský kancléř Metternich.
Rudolf Josef II. zemřel roku 1843 a panství a zámku se ujal jeho synovec František de Paula Gundakar II. z Colloreda-Mannsfeldu. Ten zemřel v roce 1852 a zanechal po sobě pouze dceru Vilemínu. Panství se proto ujal Josef I., Františkův bratranec. Ten se musel nejen vypořádat s obrovskými dluhy, kterými bylo panství zatíženo, ale i vyřešit hospodářské potíže vzniklé zánikem roboty. Po smrti Josefa I. v roce 1895 se opočenským pánem stal jeho vnuk Josef II. (1866–1957). Ten v letech 1903 až 1912 provedl další stavební úpravy. V roce 1922 došlo k omezenému zpřístupnění zámku pro veřejnost. Protože Josef II. neměl děti, adoptoval své čtyři synovce, kterým přenechal rodinný majetek. Jeden z nich, Josef III. Leopold Colloredo-Mansfeld (1910–1990) získal v roce 1925 Opočno.
Po okupaci Čech a Moravy se Josef Leopold společně s dalšími příslušníky rodu přihlásil k české národnosti. Proto byla na opočenský zámek uvalena nucená správa a v roce 1942 byl zkonfiskován. Po skončení okupace byl majetek Colloredo-Mansfeldových zkonfiskován znovu, tentokráte na základě Benešových dekretů. V případě předložení potvrzení o národní spolehlivosti mohly být učiněny výjimky. Na základě výjimky získal rod Colloredo-Mansfeldových zpět Zbiroh. Josefu Leopoldovi z důvodu nepřítomnosti v místě, kde se nacházel majetek, nebylo potvrzení o bezúhonnosti vydáno a zámek Opočno zůstal rukách státu.

### Státní vlastnictví
Po osvobození Československa v roce 1945 byl zámek Opočno na základě Dekretu o konfiskaci a přerozdělení majetku Němců, Maďarů, zrádců a kolaborantů ze dne 21. června 1945 převeden do vlastnictví Československé republiky, v letech 1961 až 1991 vlastnila zámek Československá socialistická republika, v letech 1991 až 1993 Československá federativní republika a v letech 1993 až 2003 Česká republika. V roce 2003 byl na základě rozhodnutí soudu vrácen zpět Kristině Colloredo-Mansfeldové. V roce 2007 přešel na základě nového rozsudku zpět do vlastnictví České republiky, v jejímž vlastnictví se nachází do současnosti. 

### Spor o vlastnictví

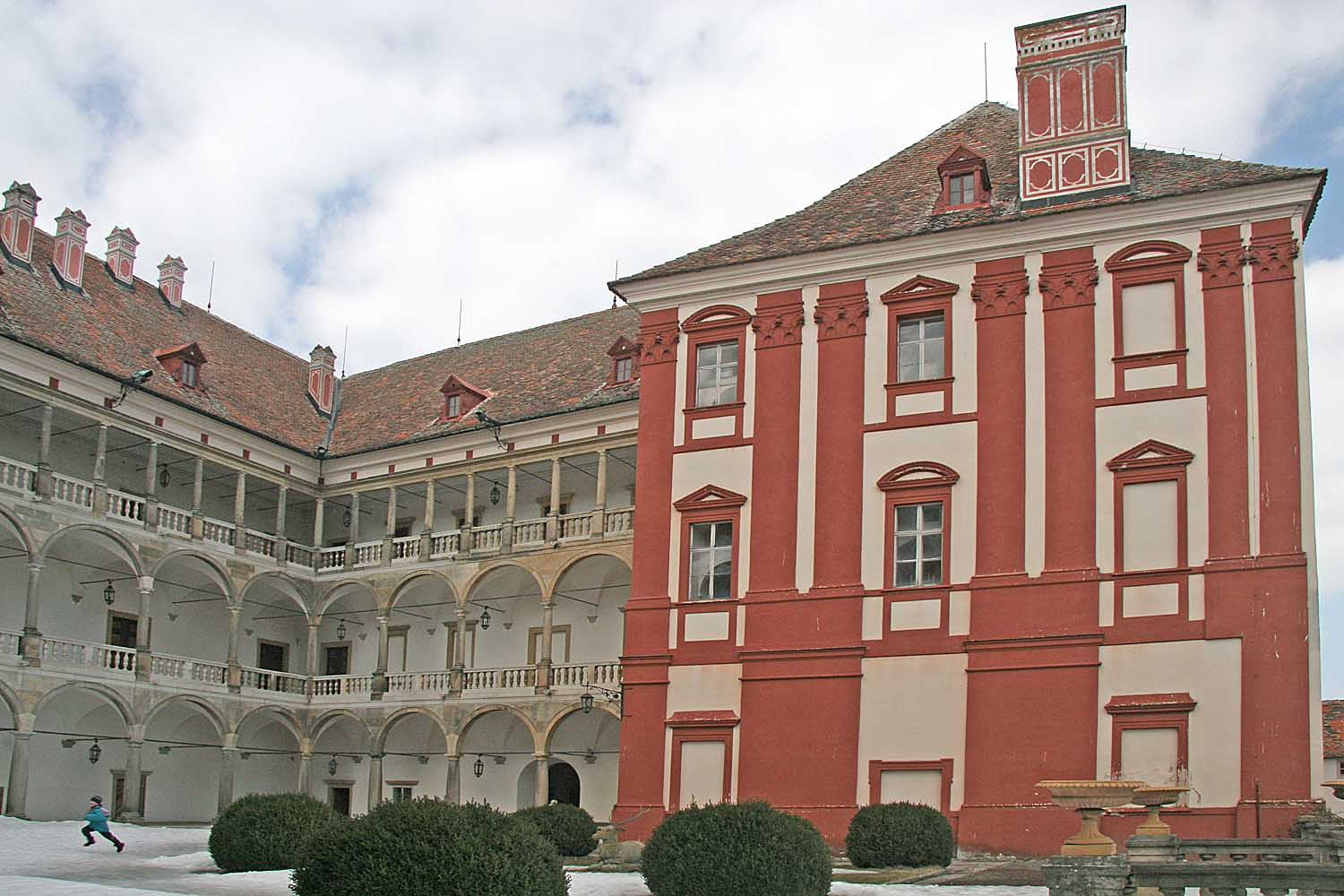
Druhé nádvoří se vstupní branou

Po roce 1948 byl zámek Opočno zařazen do soustavy státních hradů a zámků a byl plně zpřístupněn veřejnosti. Od roku 1967 byl převeden pod správu Státního památkového ústavu.
V roce 1991 požádali Kristina Colloredo-Mansfeldová a její bratranec Jeroným o navrácení opočenského zámku v rámci restitučních nároků. V roce 1995 jejich nároky neuznal okresní soud v Rychnově nad Kněžnou, žalobu zamítl i Krajský soud v Hradci Králové v roce 1999. V tomtéž roce zamítl okresní soud v Rychnově nad Kněžnou i žalobu Colloredo-Mansfeldových proti Památkovému úřadu Pardubice o vydání zámku. Toto rozhodnutí v roce 2000 potvrdil i Krajský soud v Hradci Králové. Téhož roku však zamítavé rozsudky obou soudů zrušil Nejvyšší soud ČR a vrátil případ zpět k okresnímu soudu. Okresní soud v Rychnově nad Kněžnou 12. června 2002 rozhodl o vydání zámku, přilehlých budov a pozemků a v roce 2003 byl na základě tohoto rozhodnutí rodině Colloredo-Mansfeldových opočenský zámek vrácen. V roce 2005 ale Ústavní soud ČR toto rozhodnutí zrušil, ještě téhož roku o vrácení zámku do vlastnictví státu rozhodl Okresní soud a v roce 2006 toto rozhodnutí potvrdil i Krajský soud. Zámek byl v roce 2007 předán zpět do vlastnictví státu. Správou zámku Opočno je pověřen Národní památkový ústav, pracoviště Josefov.
V roce 2010 si Jerome Colloredo-Mansfeld odvezl po vzájemné dohodě více než 20 obrazů vydaných mu v roce 2000 do jeho vlastnictví. V roce 2013 si Kristina Colloredo-Mansfeldová odvezla dalších 34 obrazů vydaných jí do jejího vlastnictví v roce 2000. V březnu roku 2014 Ústavní soud vyhověl žádosti Kristiny Colloredo-Mansfeldové o obnovu soudního řízení, ve kterém mají být předloženy nové důkazy. Okresní soud v Rychnově nad Kněžnou na základě rozhodnutí Ústavního soudu 22. října téhož roku povolil obnovu soudního řízení. V lednu 2015 Krajský soud v Hradci Králové zamítl odvolání Národního památkového ústavu proti udělenému povolení obnovy řízení restituční kauzy. V květnu 2015 zahájil okresní soud v Rychnově nad Kněžnou projednávání restitučního sporu o nemovitý majetek spravovaný Národním památkovým ústavem na Státním zámku v Opočně. V září téhož roku tento soud rozhodl, že zámek patří státu. V průběhu přelíčení předložil právní zástupce Kristiny Colloredo-Mansfeldové znalecký posudek, podle kterého bylo zabavení movitého majetku rodu Colloredo-Mansfeld ze strany německých orgánů uskutečněno i z rasových důvodů. Dne 21. dubna 2016, po výslechu autora tohoto znaleckého posudku, potvrdil krajský soud v Hradci Králové tento rozsudek, neboť žalobkyni se rasový motiv nepodařilo prokázat. V březnu 2016 začal Krajský soud v Hradci Králové projednávat odvolání Kristiny Colloredo-Mansfeld proti tomuto rozhodnutí, které v dubnu 2016 skončilo zamítnutím odvolání.
V prosinci 2016 uspěl Jerome Colloredo-Mansfeld u Evropského soudu pro lidská práva ve Štrasburku ve svém sporu s ČR o vydání mobiliáře zámku, když soud konstatoval, že české soudy porušily jeho práva na spravedlivé soudní řízení.
V únoru 2017 bylo rozhodnutím Nejvyššího soudu zamítnuto dovolání Kristiny Colloredo-Mansfeldové proti verdiktu Krajského soudu v Hradci Králové, který v roce 2016 potvrdil rozhodnutí Okresního soudu v Rychnově nad Kněžnou. Kristina Colloredo-Mansfeldová v květnu 2017 podala stížnost u Ústavního soudu ČR ve věci restituce nemovitého majetku na zámku v Opočně.
U Evropského soudu pro lidská práva ve Štrasburku se Kristina Colloredo-Mansfeldová domáhala obnovy soudního řízení ve svém sporu. Poukázala přitom na to, že se jí v ČR nedostalo spravedlivého soudu podle článku 6 Evropské úmluvy o lidských právech. Evropský soud 11. ledna 2018 konstatoval, že tato stížnost není zjevně nepodložená. Ústavní soud ČR verdikt Evropské soudu přijal a je připraven, podle svého vyjádření obnovit řízení. Evropský soud pro lidská práva dále konstatoval, že rozhodnutí českých soudů se opírala o rozhodnutí československého ministerstva zemědělství z 30. dubna 1947, podle kterého byl zámek Opočno včetně mobiliáře prohlášen za státní majetek. Tento dokument ale nebyl zahrnut do seznamu důkazů a dědička se k němu nemohla vyjádřit. Ve svém verdiktu Evropský soud hodnotil procesní průběh řízení českých soudů a nerozhodoval o tom, jestli má ČR majetek vydat.
Dne 19. května 2020 vydal Ústavní soud nález, ve kterém zamítl stížnost Kristiny Colloredo - Mansfeldové na údajně rasový motiv nacistické konfiskace majetku v době německé okupace Čech a Moravy. Podle Colloredo - Mansfeldové byl matce posledního majitele panství Josefa Colloredo-Mansfelda majetek ve Francii konfiskován jako Židovce. Podle ÚS nestačí ...prokázání jiných motivů perzekuce, k nimž se rasové důvody eventuálně mohly přidat..., dle soudu dále ...nelze pochybovat o zločinnosti konfiskační praxe nacistických úřadů, restituční zákonodárství však nemohlo odčinit všechny křivdy. Dle původního pravomocného verdiktu ...pokládali nacisté Colloredo-Mansfeldy za rod ve smyslu rakousko-monarchistickém, jehož mladší členové se hlásí k české národnosti. Názor tříčlenného senátu nebyl jednotný, jeden ze soudců s výrokem nesouhlasil.
V červnu 2022 na základě rozhodnutí Ústavního soudu uznal odvolací soud v Pardubicích nárok příslušníků rodu Colloredo-Mansfeldů na vydání části mobiliáře zámku Opočno. Nárok se týká části mobiliáře po Josefu II. Colloredo-Mansfeld (narozen 1866). Nároky na vrácení mobiliáře po Josefu III. Colloredo-Mansfeldovi (narozen 1910) naopak soud zamítl. Soud své rozhodnutí zdůvodnil tím, že... nacistické orgány konfiskovaly majetek rodiny Colloredo-Mannsfeldů pro jejich nepřátelský postoj k Říši, nikoliv však z důvodů rasových. Není tak důvodu se odchylovat od závěrů prezentovaných soudy při rozhodnutí o tom, že potomkům Josefa Colloredo-Mannsfelda nebude vydán zámek Opočno. V únoru 2023 odvolací soud v Pardubicích uznal další nárok Kristiny a Jeromeho, potomků rodu Colloredo-Mansfeld na část mobiliáře zámku. Dle vyjádření soudu předměty za stovky milionů korun přešly na československý stát bez právního důvodu. Mezi vrácené části mobiliáře by měly patřit zbraně, obrazy, lovecké trofeje, nádobí či kočár.

## Dispozice zámku a přestavby

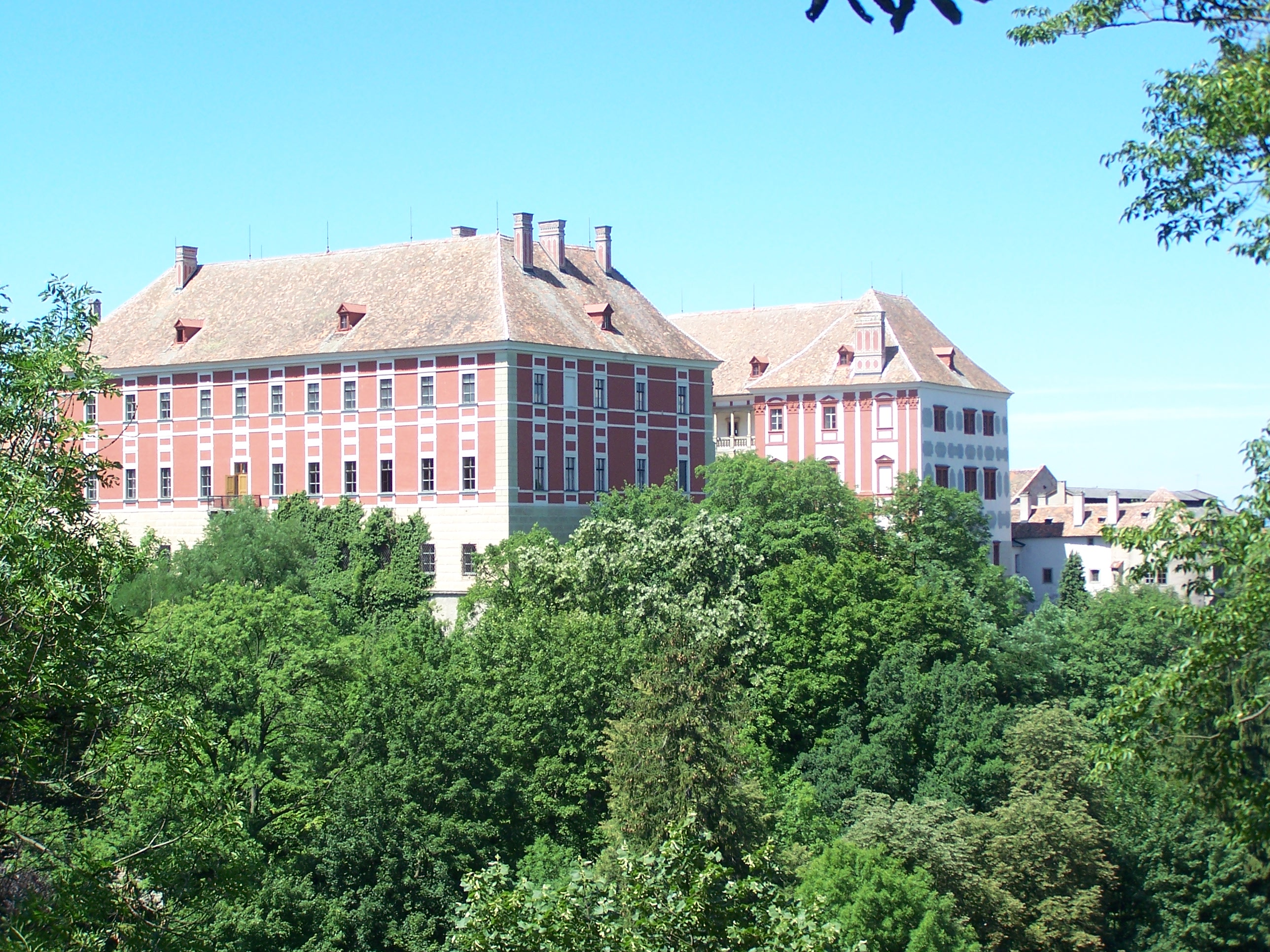
Pohled z obory

První zmínka o Opočnu pochází z roku 1068, předpokládalo se, že se v dané lokalitě nacházelo hradiště plnící obrannou funkci proti polským knížatům na tzv. Kladské cestě (též Polské cestě) spojující Čechy s Kladskem. Opočno bylo poslední opevnění na české straně. Existenci hradiště potvrdil v roce 2010 archeologický výzkum, kdy byla v prostoru před dnešní Zámeckou jízdárnou nalezena kamenná plenta původního hradiště. Nalezeny byly zbytky srubové či prkenné zástavby, píckami, zlomky hliněných nádob a železných nástrojů.
Na počátku 12. století bylo hradiště poškozeno rozsáhlým požárem, při kterém byl zničen val a hradiště tak ztratilo svou obrannou funkci. Kamenný gotický hrad byl na místě hradiště vybudován kolem roku 1330 rodem Drslaviců. Stavba byla umístěna na jihovýchodní části ostrohu. Vzhled a dispozice tehdejšího hradu není úplně známa, ale představou je, že na jihu byl hrad ukončen obranným příkopem (pozůstatky jsou patrné v dnešní Hradební ulici). Do hradu se vstupovalo hradní bránou. Cesta vedla podél obytných a hospodářských staveb a končila na vnitřním nádvoří hradu. Součástí hradu byla i kaple zasvěcená sv. Ondřejovi. Významným zásahem (i když rozsah není znám) bylo vypálení a poboření Sirotky v roce 1425, přičemž částečná obnova proběhla pravděpodobně v letech 1480 až 1488. Pozůstatkem středověkého hradu je do východního svahu vložená okrouhlá studniční věž s arkýřem, jež doznala silných přestaveb v renesanci. Její původní funkce není jasná, předpokládalo se, že se jedná o studniční věž, ze které byl hrad zásobován vodou. Druhou možností byla její čistě obranná funkce. V každém případě tento fortifikační typ nemá u nás obdoby a i v evropském měřítku je velmi vzácný. Její datování není dodnes zcela jasné.

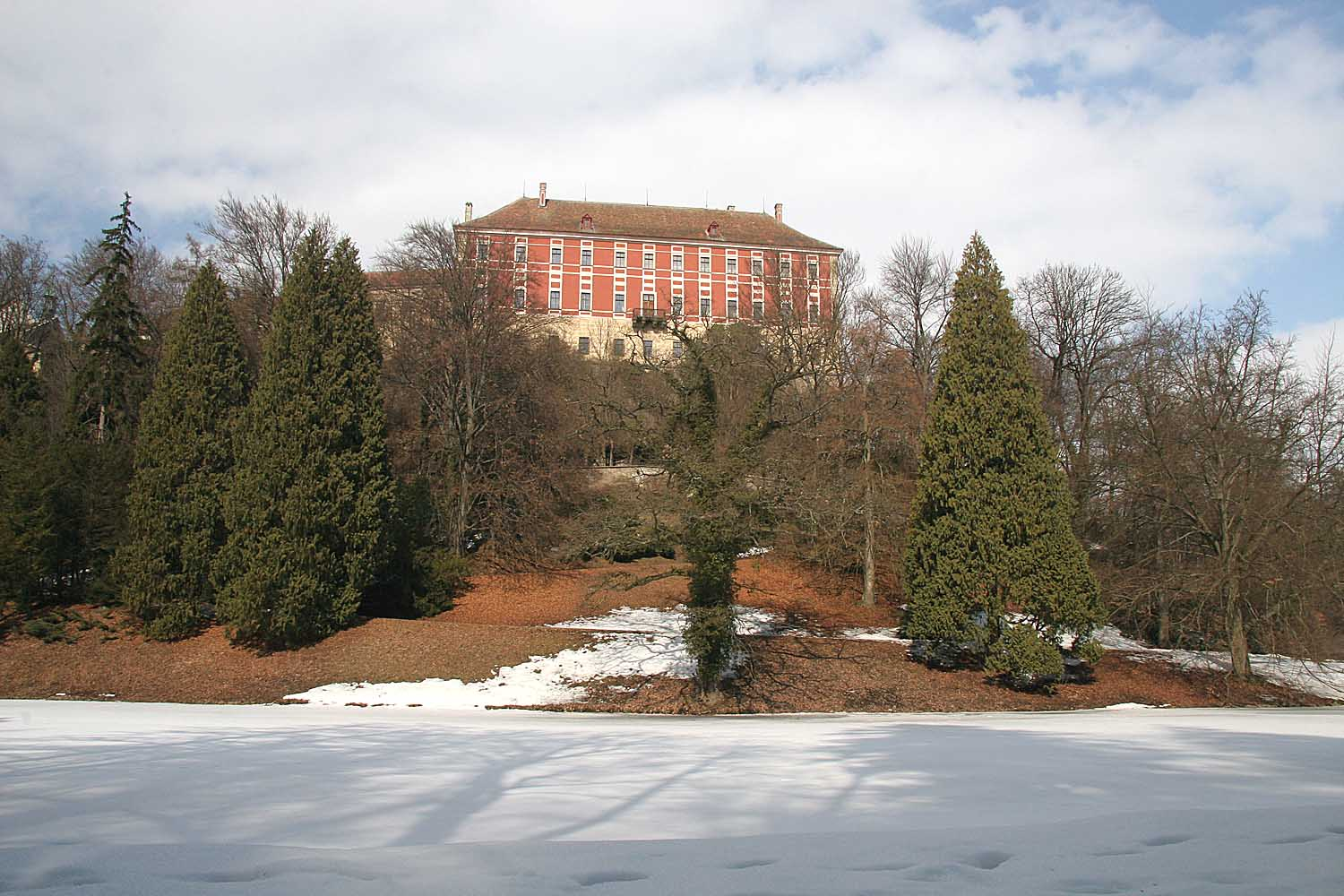
Pohled z parku

Významných úprav doznal hrad za panství Trčků z Lípy. Již první majitel, Mikuláš mladší Trčka z Lípy prováděl stavební úpravy v rámci své snahy vybudovat reprezentativní a správní centrum zvětšujícího se panství (mezi jiným například zbourání a nová výstavba zadního dílu hradu). V přestavbách pokračoval Zdeněk Trčka z Lípy, který v letech 1517 až 1573 provedl řadu změn v goticko-renesančním stylu. Nejvýznamnější přestavby provedl Vilém Trčka z Lípy v letech 1560 až 1567, kdy hrad přebudoval na zámek, dostavěl příjezdové křídlo a část západního křídla s arkádami a fasády byly opatřeny sgrafitovou výzdobou. K přestavbě byl Vilém Trčka inspirován při své cestě do Itálie, kde se v Janově s renesancí jako stavebním stylem seznámil. Na původní hradní zástavbu napojil na severu a západě nově vybudované zámecké prostory jejichž součástí jsou i monumentální arkády. Po přestavbě vybudoval další objekty v okolí zámku, zejména sakrálního a hospodářského rázu jako např. v roce 1567 výstavba kostela Nejsvětější Trojice a v ní trčkovská hrobka v renesančním stylu.
V roce 1602 byla Janem Rudolfem Trčkou založena obdélná renesanční zahrada a započata stavba letohrádku. V roce 1635 došlo k přístavbě míčovny, která překlenula městský příkop. V roce 1635 po zavraždění Jana Rudolfa Adama Erdmana v Chebu bylo konfiskací ukončeno vlastnictví Opočna rodem Trčků.
Panství přešlo do majetku rodu Colloredo z Wallsee. V roce 1690 byl zámek včetně předzámčí zachvácen rozsáhlým požárem. Ten zničil horní patra zámku, včetně střechy. Stal se ale také důvodem pro rozsáhlou přestavbu.

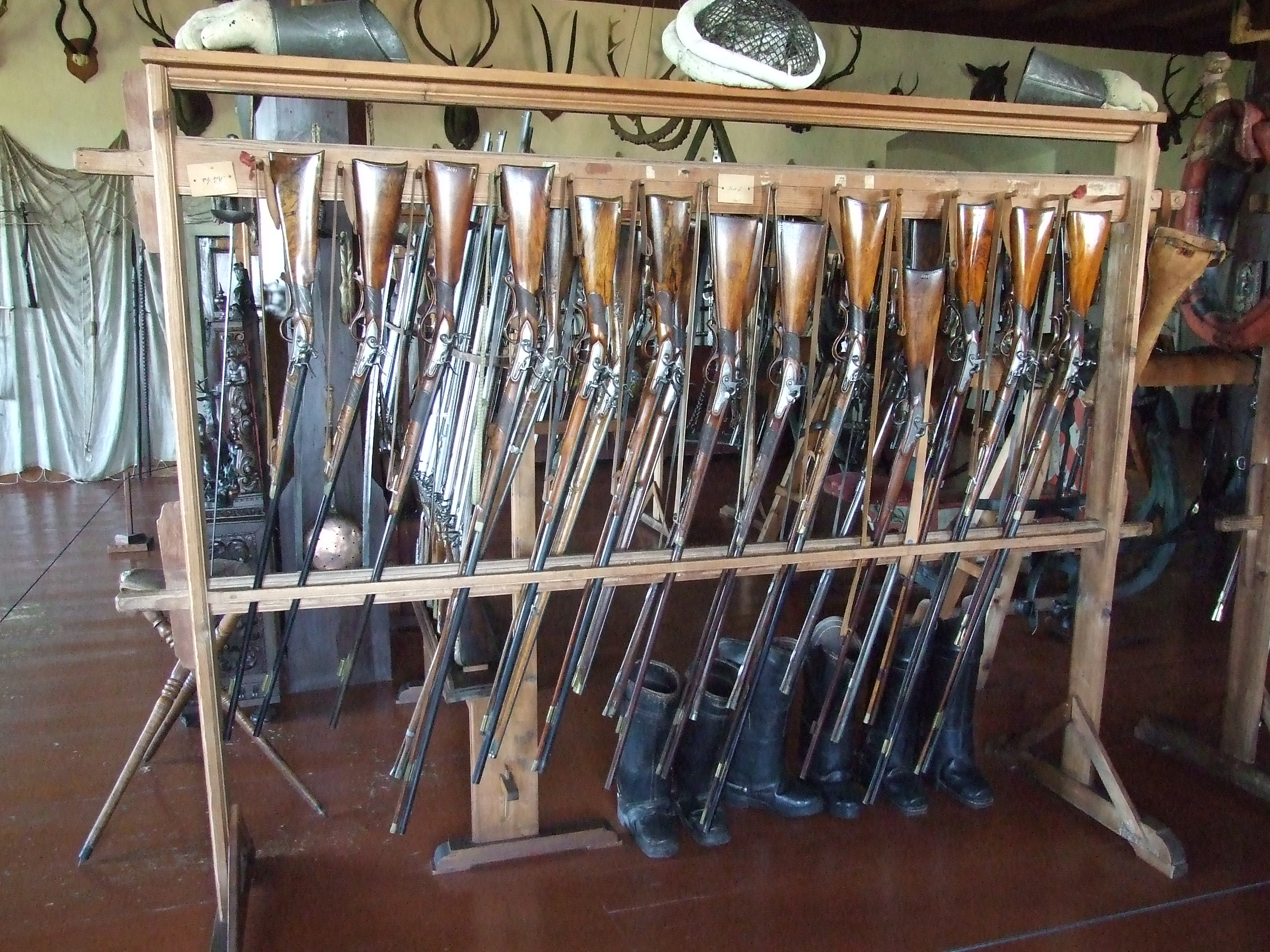
Část sbírky zbraní

Samotná přestavba se již celá nesla v barokním stylu. Proběhla ve dvou fázích. V první fázi těsně po požáru bylo vystavěno jižní křídlo a nová střecha. Došlo také k úpravě fasád, které tak získaly současnou podobu. Zámek se stal trojkřídlou, dvoupatrovou budovou arkádového typu. Na těchto úpravách se počátkem 18. století pravděpodobně podílel stavitel Nicola Rossi. Následná druhá fáze přestavby dokončila stavbu hlavní budovy ve vrcholně barokním stylu, kterou navrhl a vedl Giovanni Battista Alliprandi v letech 1709, 1710 a 1712, k jehož dílům patří také kaple svaté Anny v jihovýchodním křídle. V roce 1718 je na zámku doložena přítomnost Jana Blažeje Santini-Aichela, důvod jeho pobytu ale není znám.
V letech 1716–1720 byla vystavěna tzv. úřednická budova na severozápadním nároží zámeckého areálu. Došlo k výstavbě správní budovy panství a k rekonstrukci arkád. Úpravu doznala i studniční bašta.
K dalším přestavbám docházelo již od počátku 19. století. Významné klasicistní úpravy doznal zámecký park v dolních partiích. V horní, renesanční části parku přibyly skleníky a oranžérie. Pod kostelem Panny Marie vznikla roku 1810 hrobka rodu Colloredů. Na samotném zámku došlo ke stavebním úpravám v 2. polovině 19. století. V letech 1878 - 1879 proběhla náročná rekonstrukce arkád, výměna vikýřů a oprava chrličů. Pokoje v druhé patře západního křídla získaly štukovou výzdobu stropů. Ve východní části, kde byla odstraněna pětimetrová zeď byla vytvořena vyhlídkové terasa. Ta byla schodištěm propojena se zámeckým parkem.
K dalším rekonstrukcím došlo v rozmezí let 1960 až 1990, kdy byly obnovovány fasády a restaurovány a reinstalovány zámecké sbírky. V 80. letech 20. století došlo k vytvoření tzv. Orientální zbrojnice. V letech 1993 až 2000 došlo k restaurování arkád a k opravám střech zámku. V současné době se samotná budova zámku skládá ze tří křídel, mezi nimiž se nachází vnitřní nádvoří. Čtvrté křídlo je nahrazeno terasou s výhledem na anglický park a Orlické hory.

## Sbírky
| Rok  | Počet návštěvníků |
| ---- | ----------------- |
| 2015 | 50 015            |
| 2016 | 56 835            |
| 2017 | 54 615            |

V letech 1905 až 1925 došlo k úpravám interiérů; v rokokovém a barokním stylu byl štukovou výzdobou vybaven reprezentační salón a v zámku byly umístěny i rodové sbírky obrazů, které sem byly převezeny z Prahy s díly českých, italských a holandských mistrů (nejstarším z této sbírky je tzv. Žerotínský epitaf z roku 1575), největší pozornost budí díla malířů tzv. neapolské školy. Malá a velká obrazárna byly v roce 2010 nově instalovány tak, aby co nejvíce odpovídaly dobovým fotografiím z první republiky.
Umístěna zde byla také etnografická sbírka předmětů z Afriky a Ameriky a dva sály byly upraveny pro sbírku zbraní, jednu z nejrozsáhlejších v České republice. Na opočenský zámek byla z Paříže převezena i tzv. francouzská knihovna čítající kolem 12 000 svazků a obsahující cenná bohemikální díla.

### Kolowratsko-Colloredovská galerie
V zámku je vystavena významná obrazová galerie, původem založená rodem Kolowratů (nejcennější je pozdně gotický portrét z doby kolem roku 1500) a desítky dalších obrazů pocházejí z období renesance až baroka. Obrazy byly katalogizovány a vystaveny roku 2013 v Národní galerii v Praze (katalog napsala Olga Kotková). 
V roce 1993 zveřejnili restaurátoři Tomáš a Vlastimil Bergerovi hypotézu, že na opočenském zámku je ztracený obraz Hieronyma Bosche Dvanáctiletý Ježíš v chrámu. Své tvrzení opírali o výsledky reflektografického zkoumání, při kterém na obraze nalezli zamalovanou postavu. Následná analýza barev, umělecko-historický rozbor a především dendrochronologická analýza Boschovo autorství vyvrátily. Přestože nejde o originál, může to být kopie ztraceného originálu.

## Zámek ve filmu
Na zámku nebo v zámeckém parku se natáčely následující filmy, seriály a pohádky:
- Jarní vody (1968, režie: Václav Krška)
- F. L. Věk (1971, režie: František Filip)
- Babička (1971, režie: Antonín Moskalyk)
- Smrt talentovaného ševce (1982, režie: Jan Schmidt; dle románu Václava Erbena z roku 1978)[29]
- O podezíravém králi (1989, režie: Vlasta Janečková)
- Z pekla (2001, USA, režie: bratři Albert a Allen Hughes)
- Božena (2021, režie: Lenka Wimmerová)
- Atlantic Crossing (2021, Norsko, režie: Alexander Eik a Janic Heen)

## Galerie

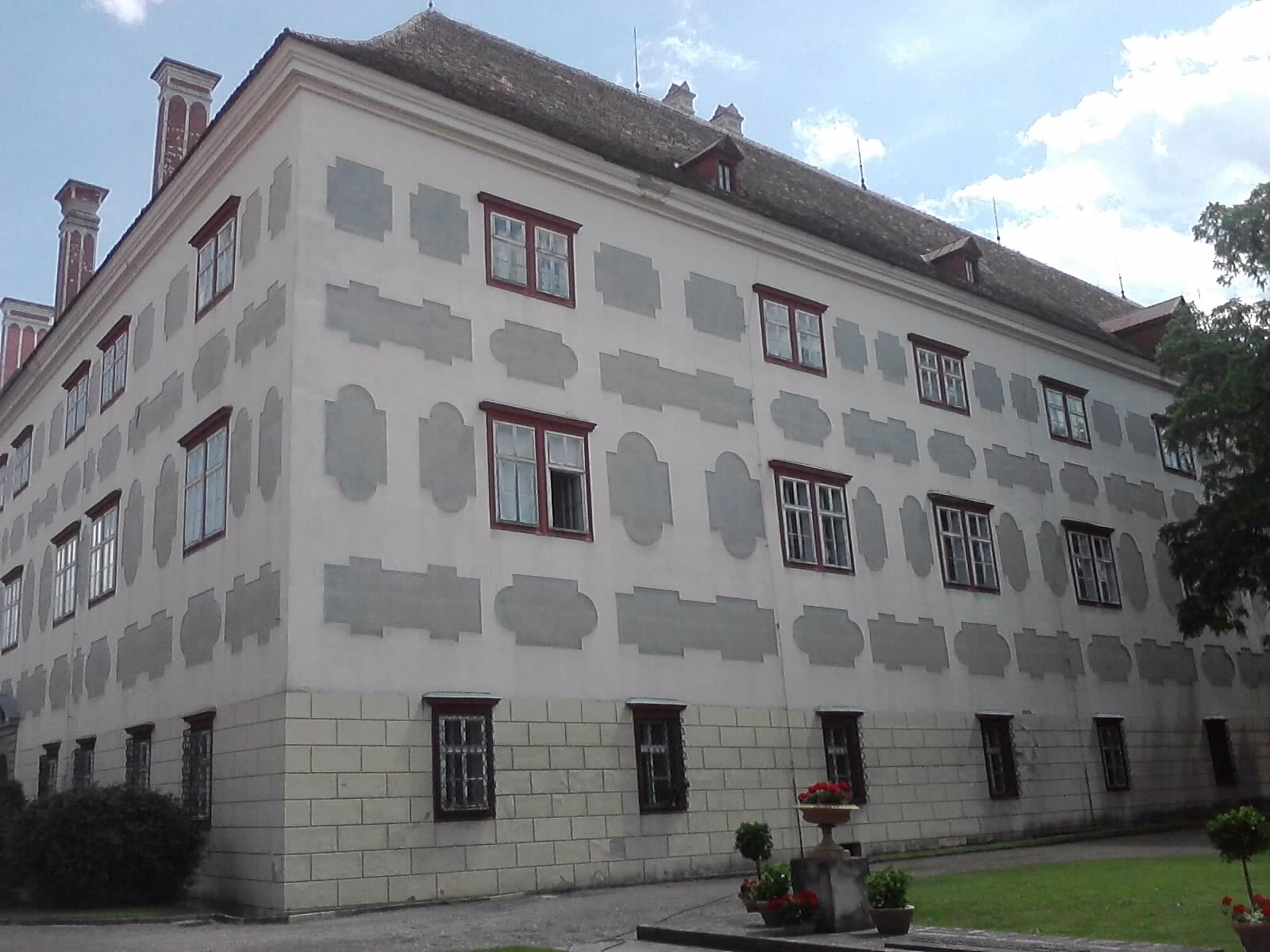
Výzdoba vnějších zdí
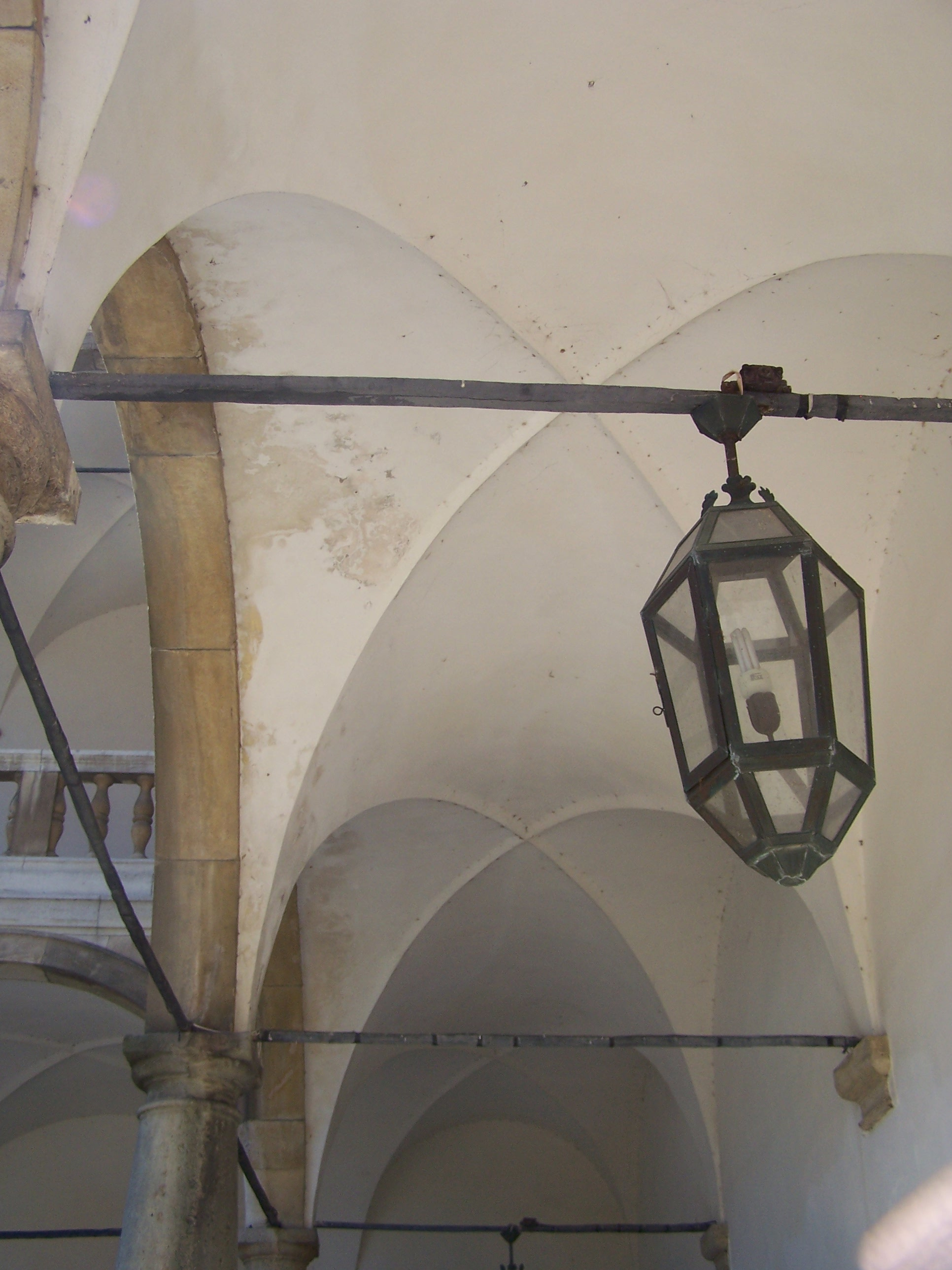
Klenba arkád
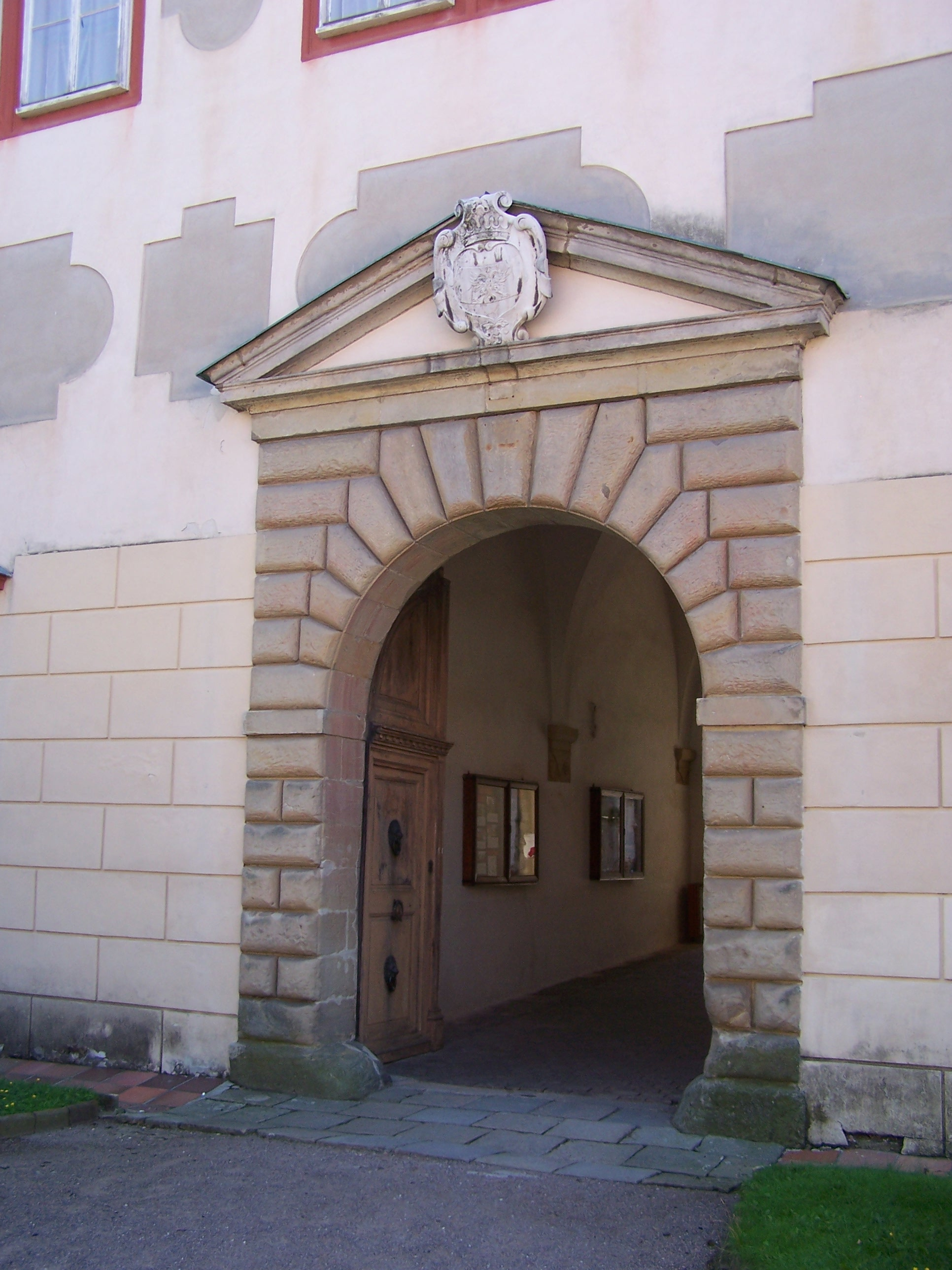
Vstupní brána na druhé nádvoří
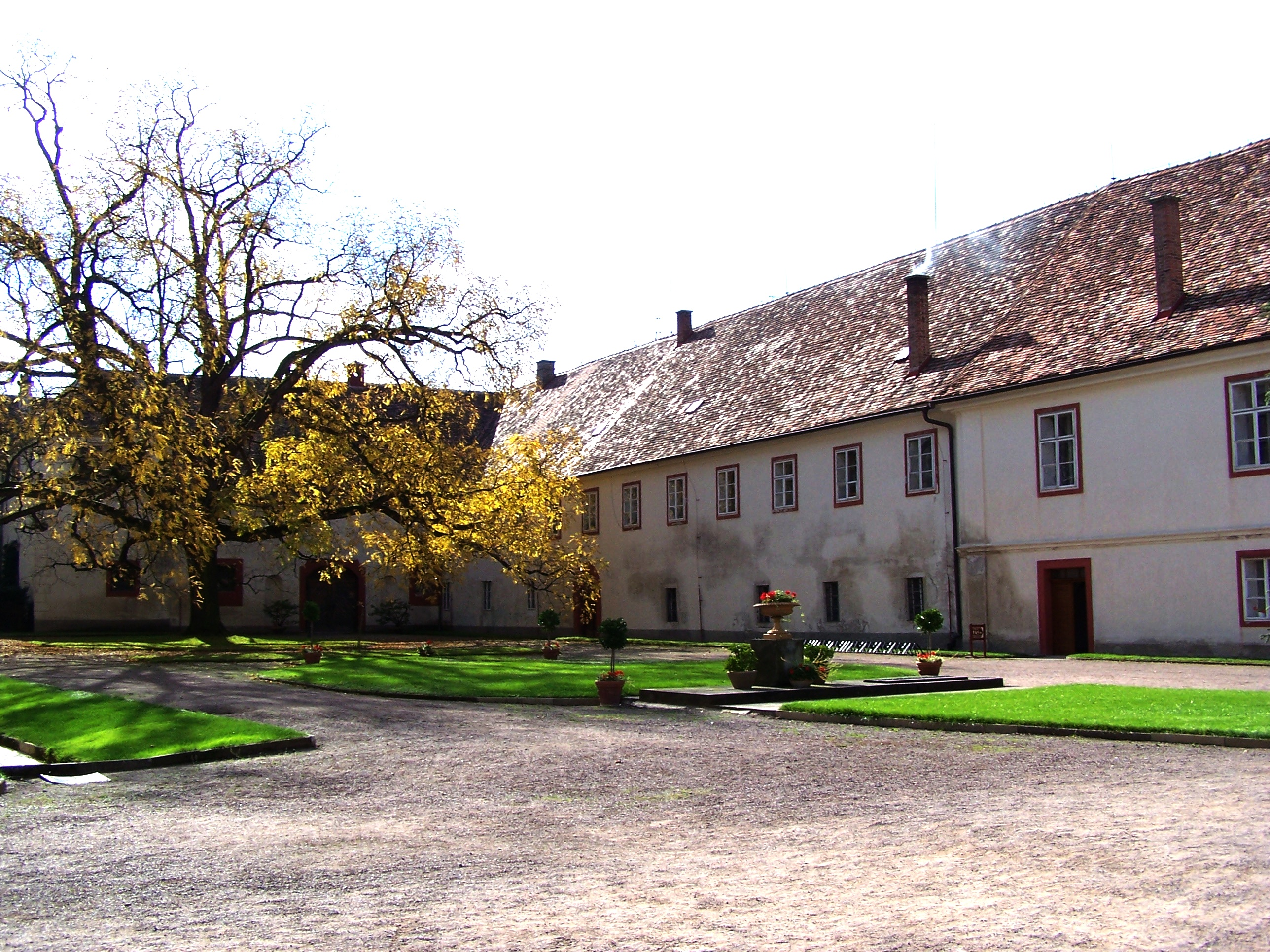
První nádvoří
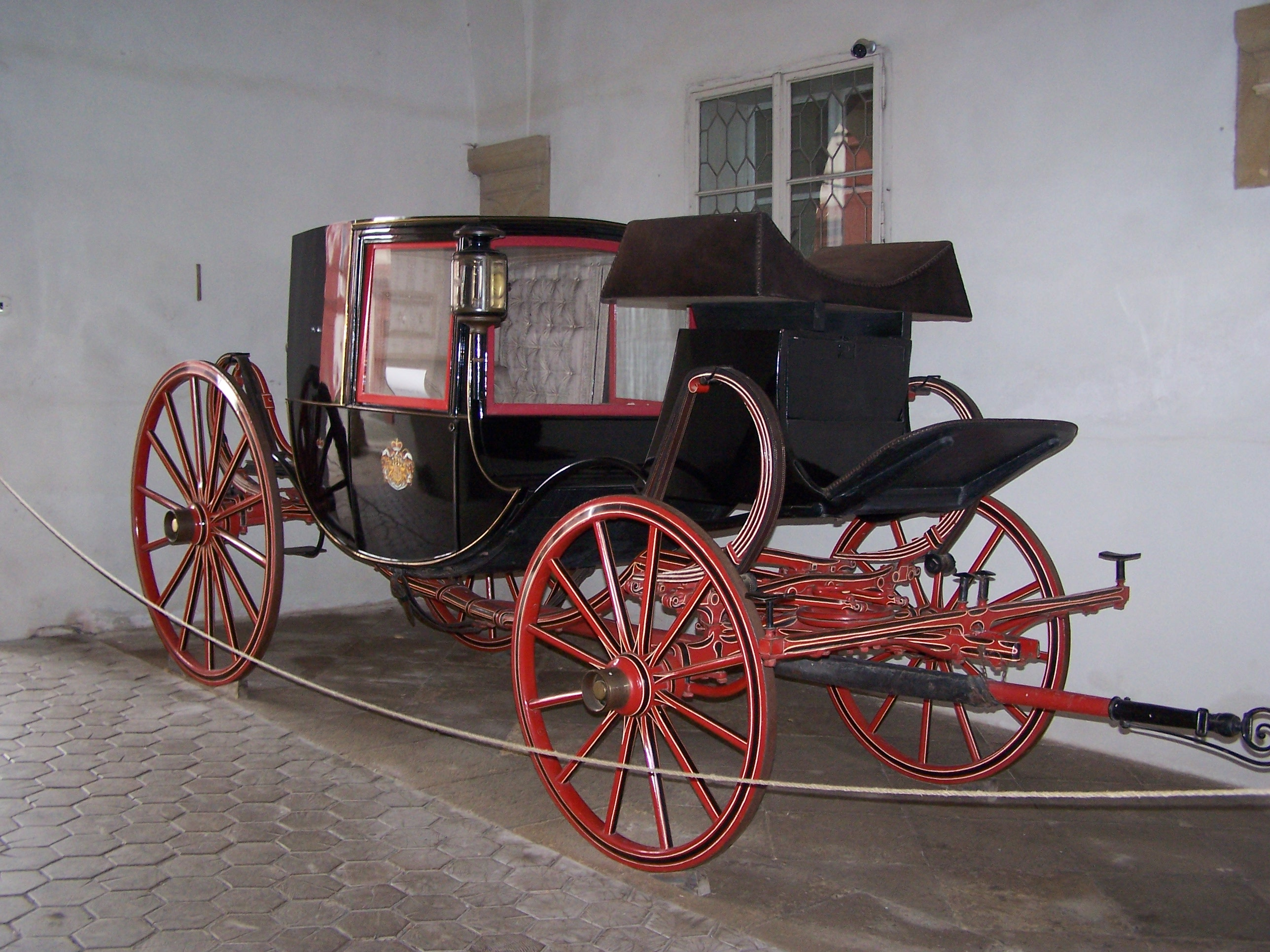
Kočár ve vrátnici před druhým nádvořím
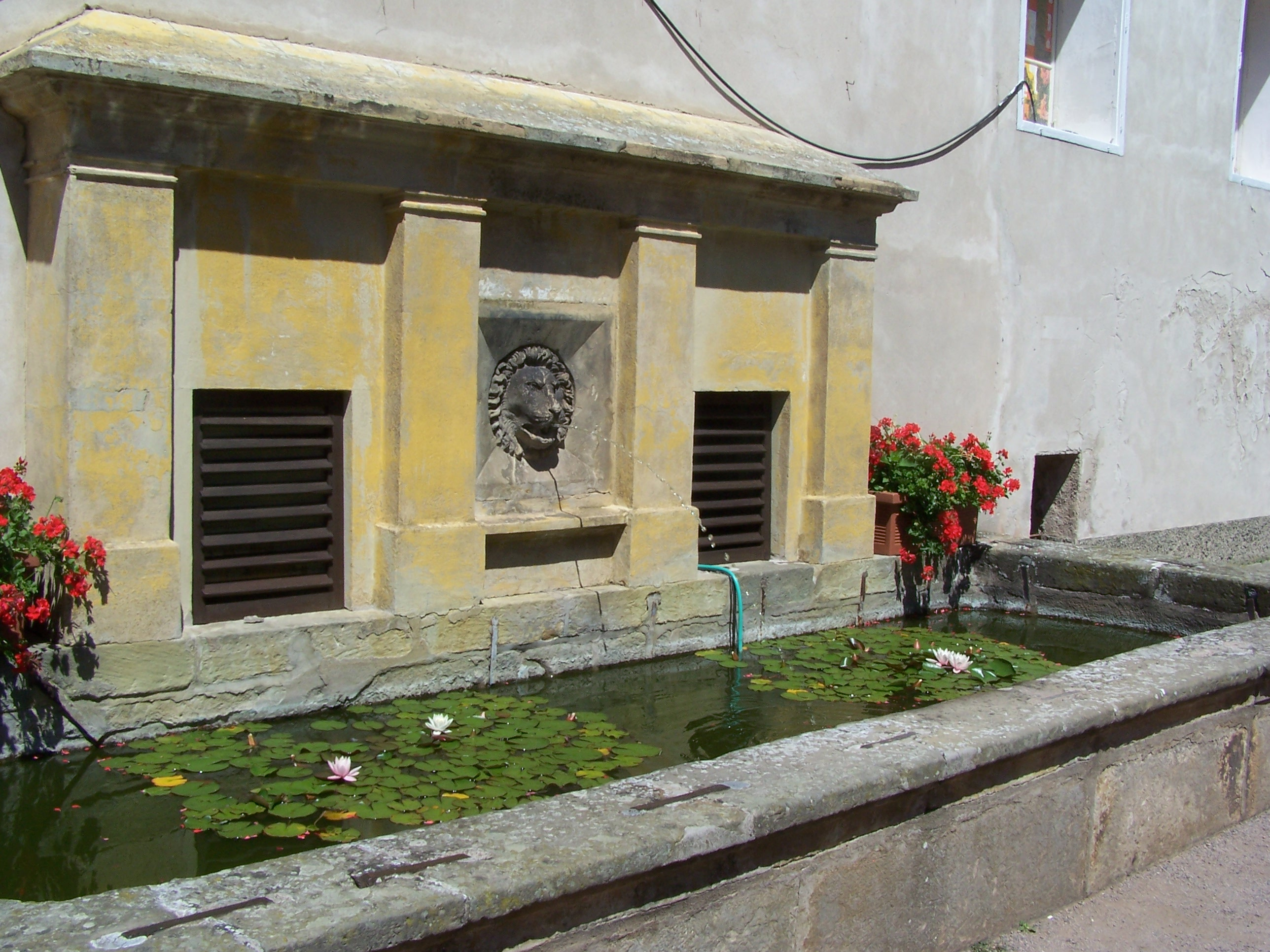
Kašna na prvním nádvoří
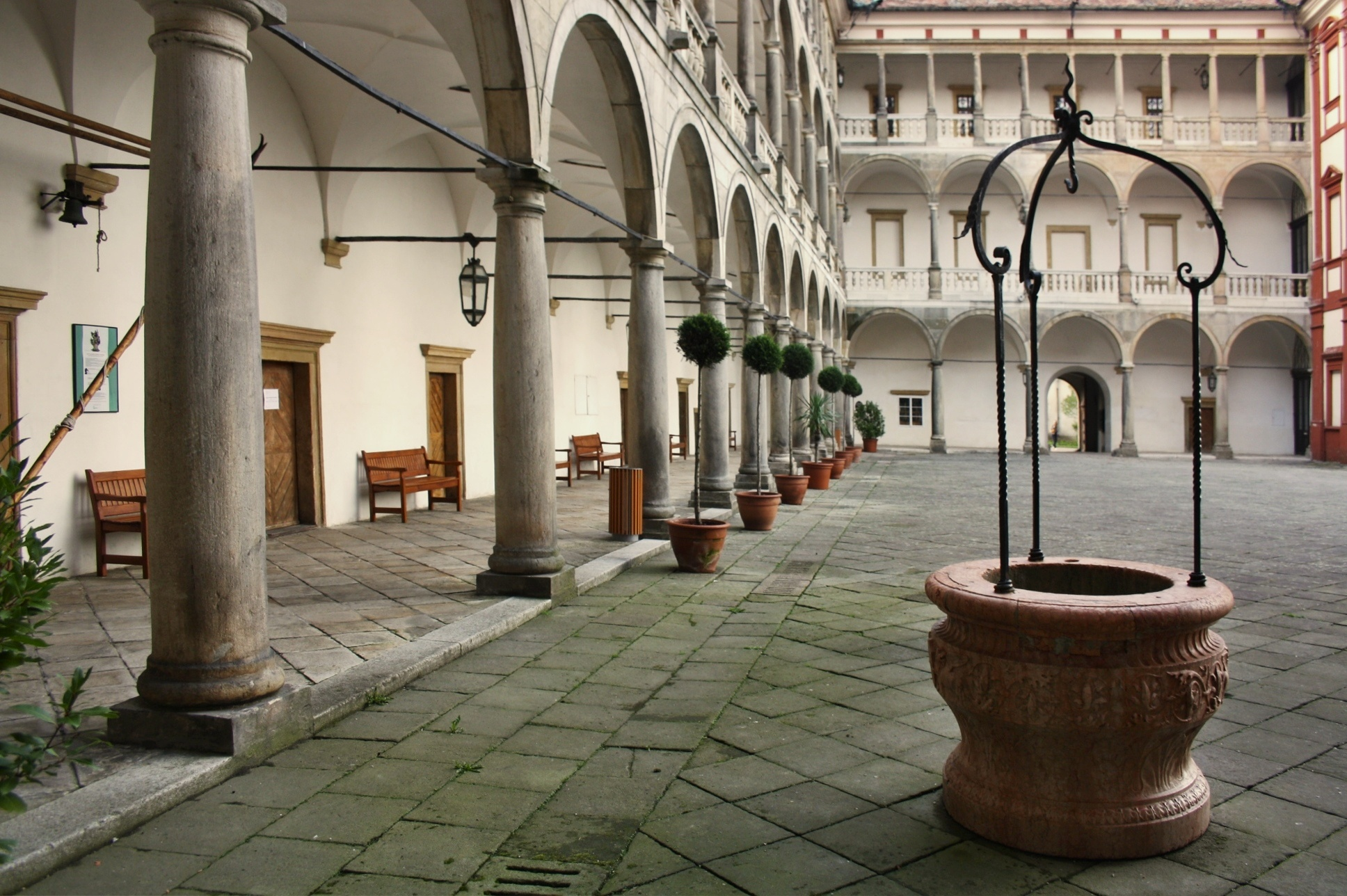
Nádvoří
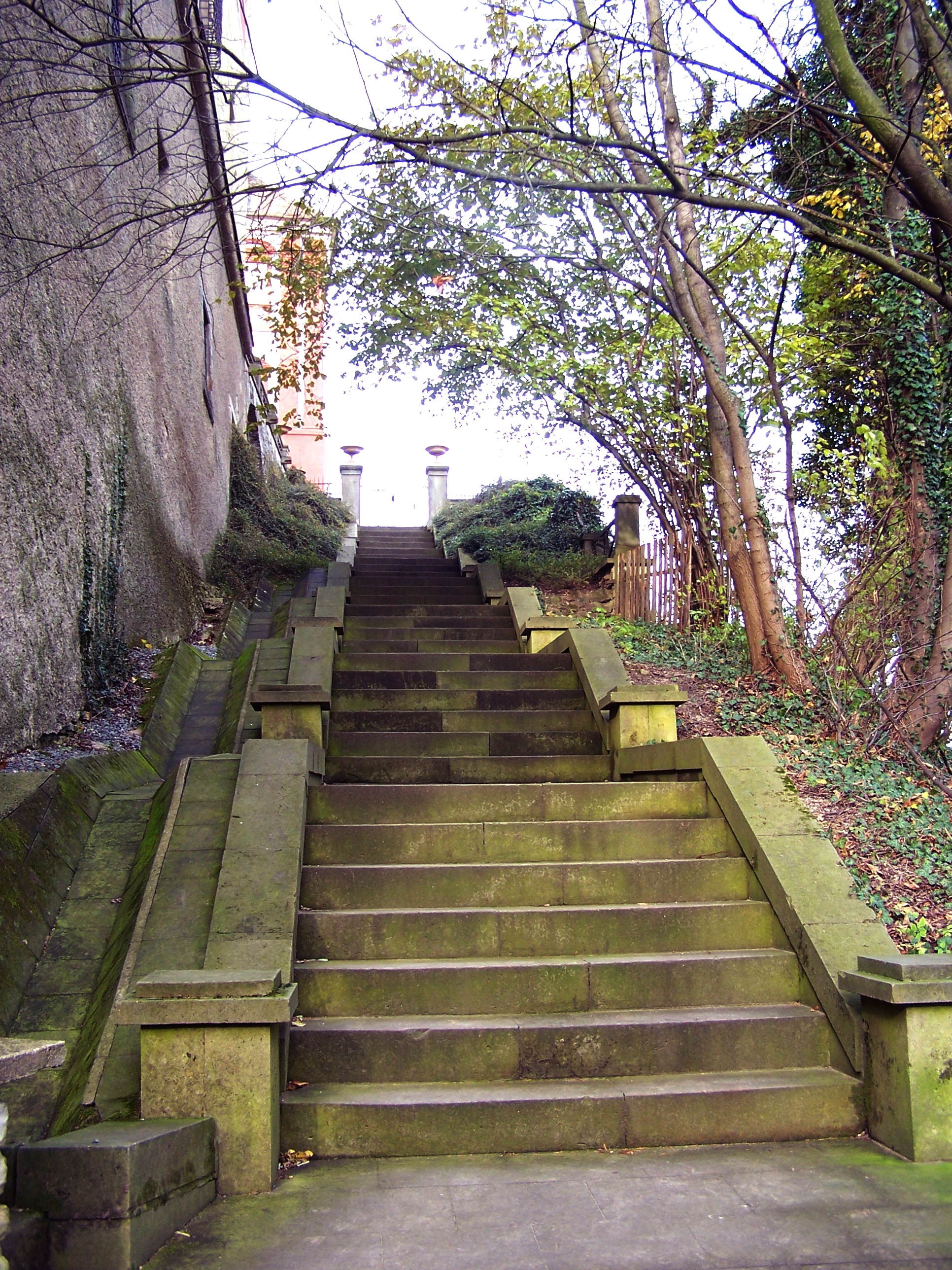
Schodiště ze zámku do zámeckého parku